# Tour des Amidei
La tour des Amidei (en italien, Torre degli Amidei) est une maison-tour de briques se trouvant à Florence, en Toscane. Elle date du Haut Moyen Âge et est située près de la Piazza della Signoria. Par son emplacement elle se trouvait autrefois à proximité des anciennes murailles de la ville. La tour a appartenu à la famille Amidei, et, selon la tradition, fut le lieu de la supposée mort de Buondelmonte de' Buondelmonti causée par l'un des Amidei.

## Description
La tour a été endommagée pendant la Seconde Guerre mondiale en 1944 par l'armée allemande pendant sa retraite. Elle a plus tard été reconstruite partiellement. Son aspect actuel et le décor (y compris les arcs doubles superposés des entrées), datent aussi des restaurations du XIXe siècle. Par-dessus des portes se trouvent deux têtes de lion, l'une est originale, probablement de provenance étrusque.

## Galerie

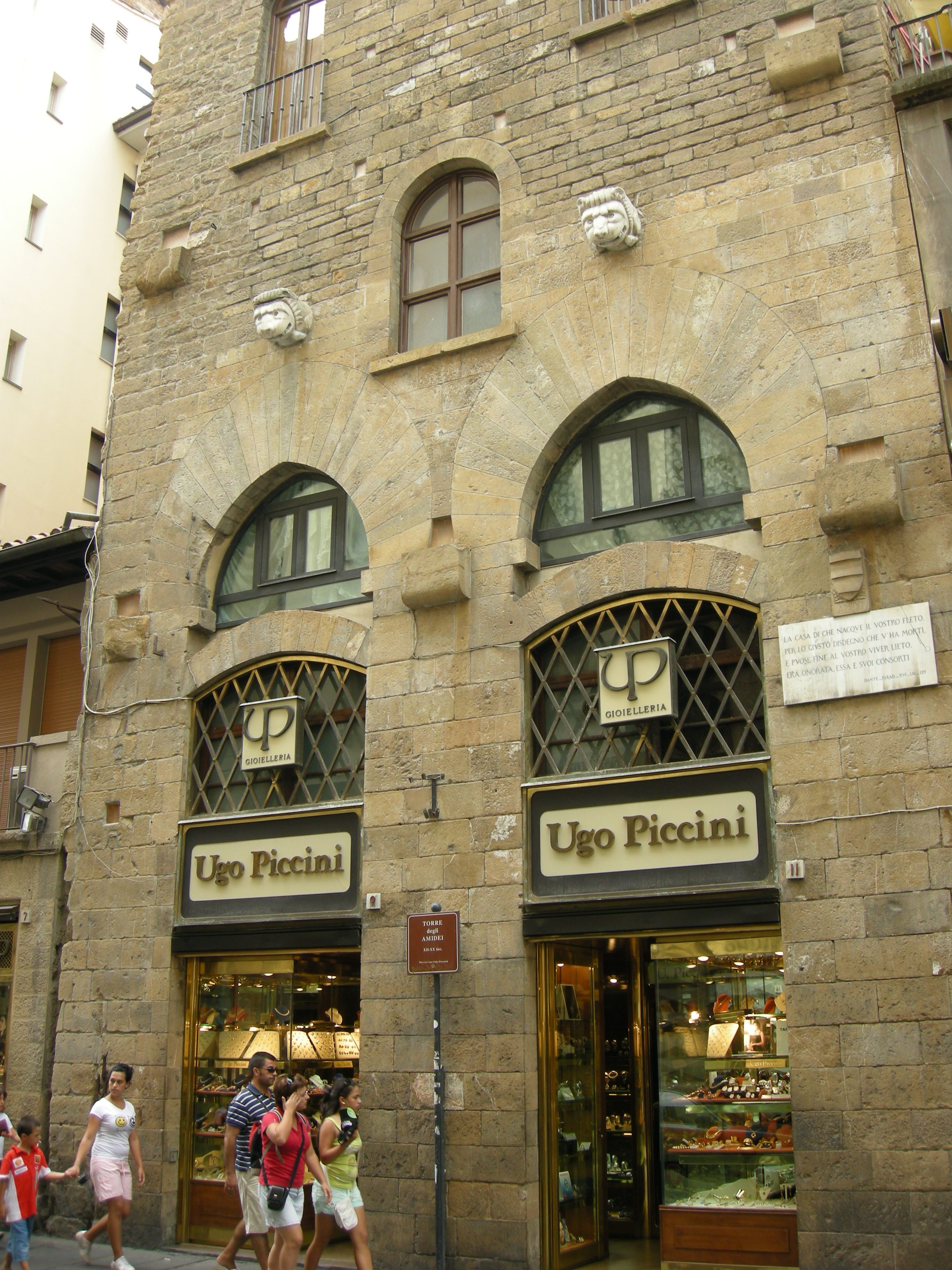
Le porche d'accès
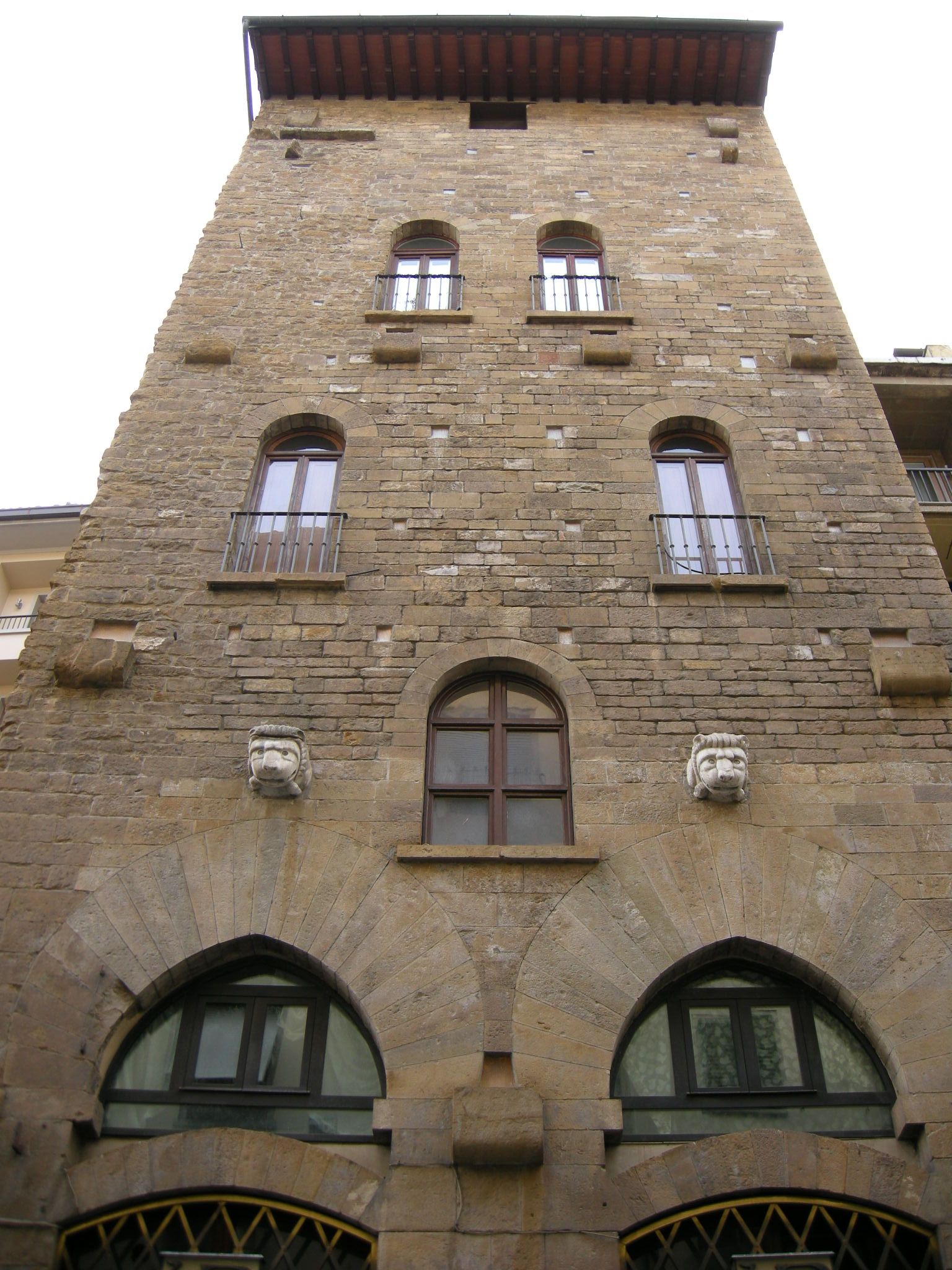
Vue de la tour
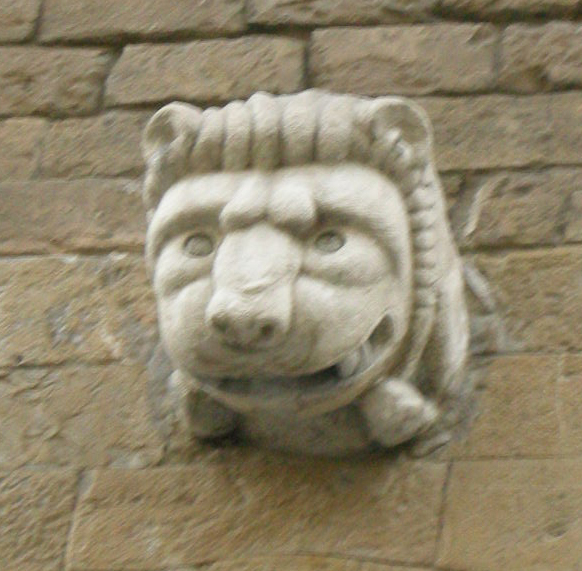
Tête de lion (gauche)
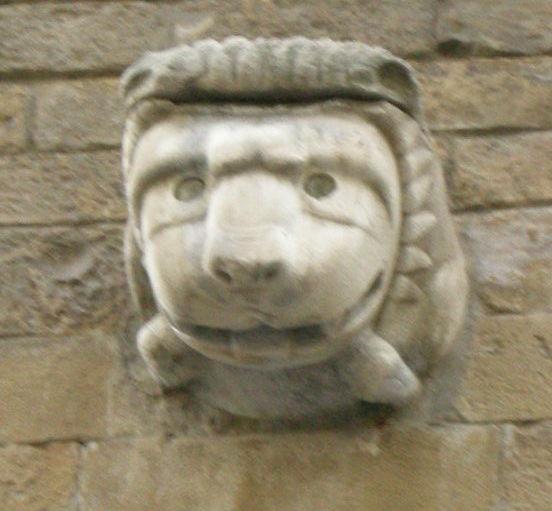
Tête de lion (droite)
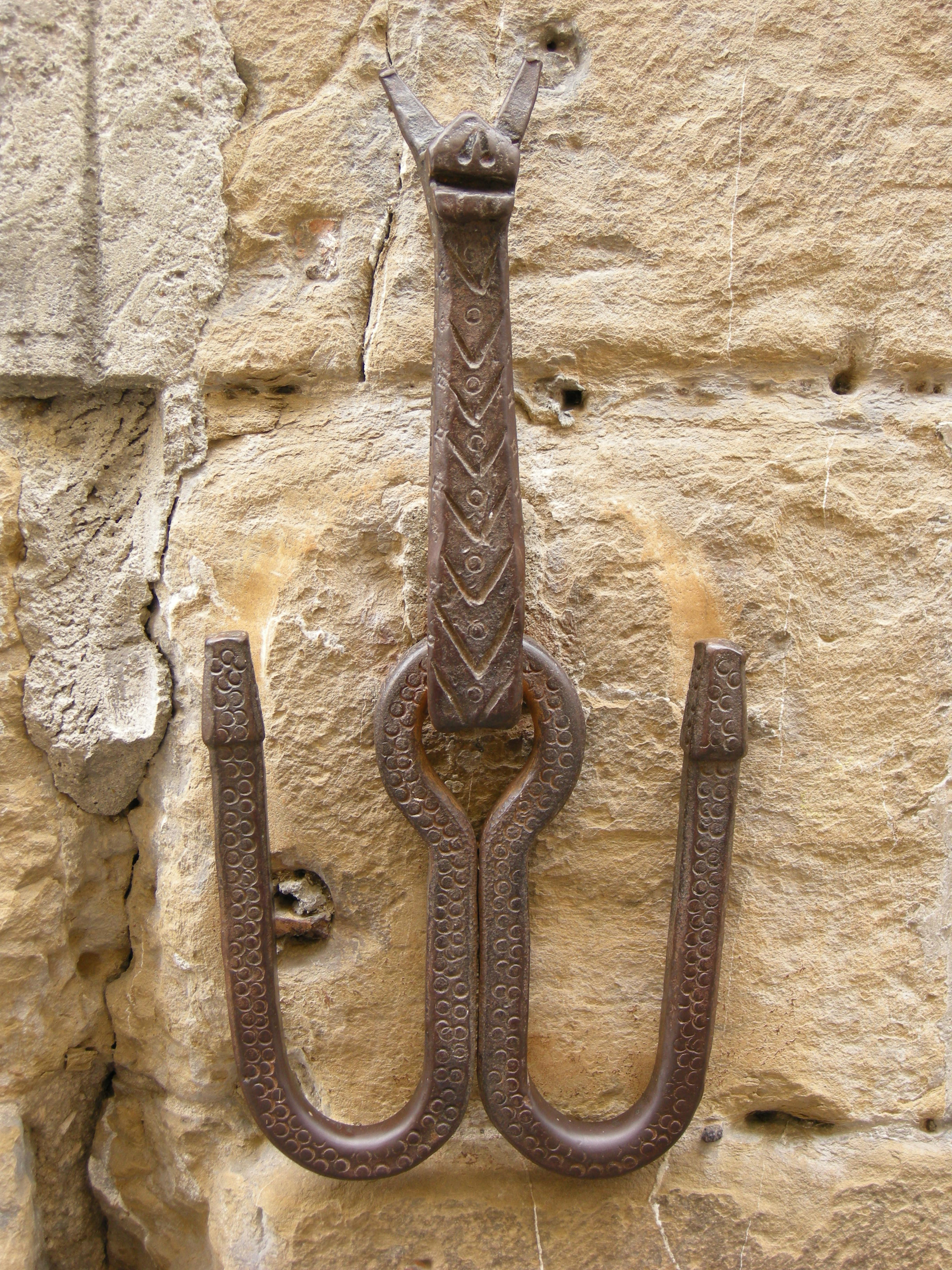
Détail
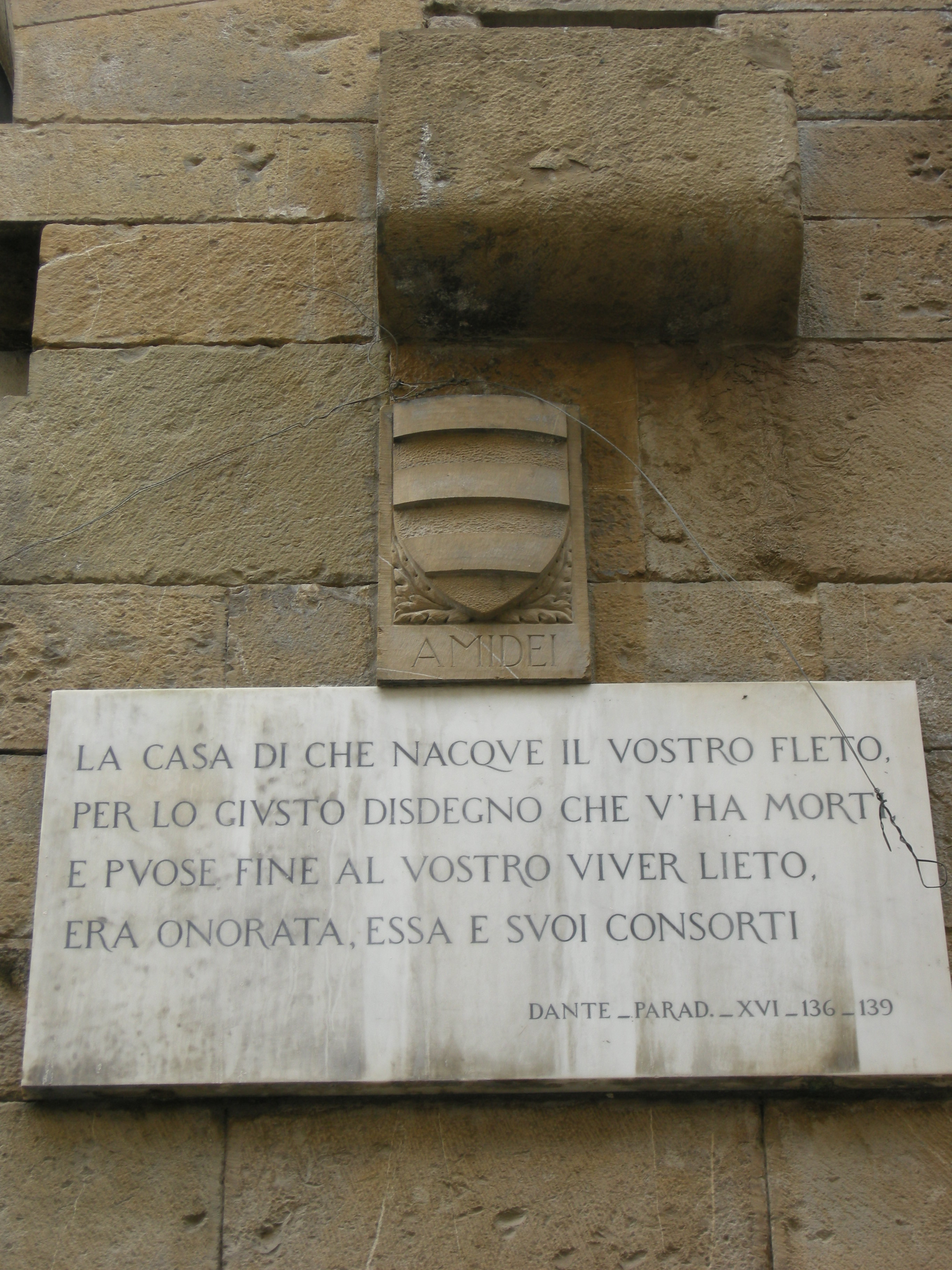
Détail